# 卡米亞納戈拉 (科斯托皮爾區)
50°47′56″N 26°22′38″E / 50.79889°N 26.37722°E
卡米亞納戈拉（烏克蘭語：Кам'яна Гора），是烏克蘭西北部的村莊，隸屬里夫內州的里夫內區。該村面積0.5平方公里，海拔高度194米，2001年該村落人口188。